# 1377

## Události
- 19. října – císař a český král Karel IV. ve své závěti stanovil dědictví pro své syny
- v našich zemích epidemie neznámé choroby

## Narození
- 19. září – Albrecht IV. Rakouský, rakouský vévoda († 14. září 1404)
- 5. prosince – Ťien-wen, čínský císař († 13. července 1402)
- Arnošt Habsburský, rakouský vévoda († 10. června 1424)
- Filippo Brunelleschi, italský architekt († 1446)

## Úmrtí
- duben – Guillaume de Machaut, francouzský básník (* 1300)
- 24. května – Algirdas, litevský velkovévoda (* 1296/1304)
- 21. června – Eduard III., anglický král (* 1312)
- 27. července – Fridrich III., sicilský král (* 1341)
- 9. prosince – Teng Jü, čínský generál (* 17. března 1337)
- ? – Richardis Schwerinská, švédská královna jako manželka Albrechta Meklenburského (* 1347)
- ? – Markéta Sicilská, rýnská falckraběnka z Barcelonské dynastie (* 1331)

## Hlava státu
- České království – Karel IV.
- Moravské markrabství – Jošt Moravský
- Svatá říše římská – Karel IV.
- Papež – Řehoř XI.
- Anglické království – Eduard III. / Richard II.
- Francouzské království – Karel V. Moudrý
- Polské království – Ludvík I. Uherský
- Uherské království – Ludvík I. Uherský
- Lucemburské vévodství – Václav Lucemburský
- Byzantská říše – Jan V. Palaiologos